# پرچم زمین
برخی از افراد و سازمان‌ها طرح‌هایی را برای پرچمی به نمایندگی از سیاره زمین ارائه کرده‌اند، هرچند هیچ‌یک از نهادهای دولتی این پرچم‌ها را به رسمیت نشناخته‌اند. شناخته‌شده‌ترین پرچم مرتبط با زمین پرچم سازمان ملل است. در زیر برخی از پرچم‌های شناخته شده برای زمین آورده شده‌است:

## پیشنهادها

پرچم سازمان ملل متحد
طرح اصلی مک کانل در سال ۱۹۶۹
پرچم زمین اثر جیمز کادل
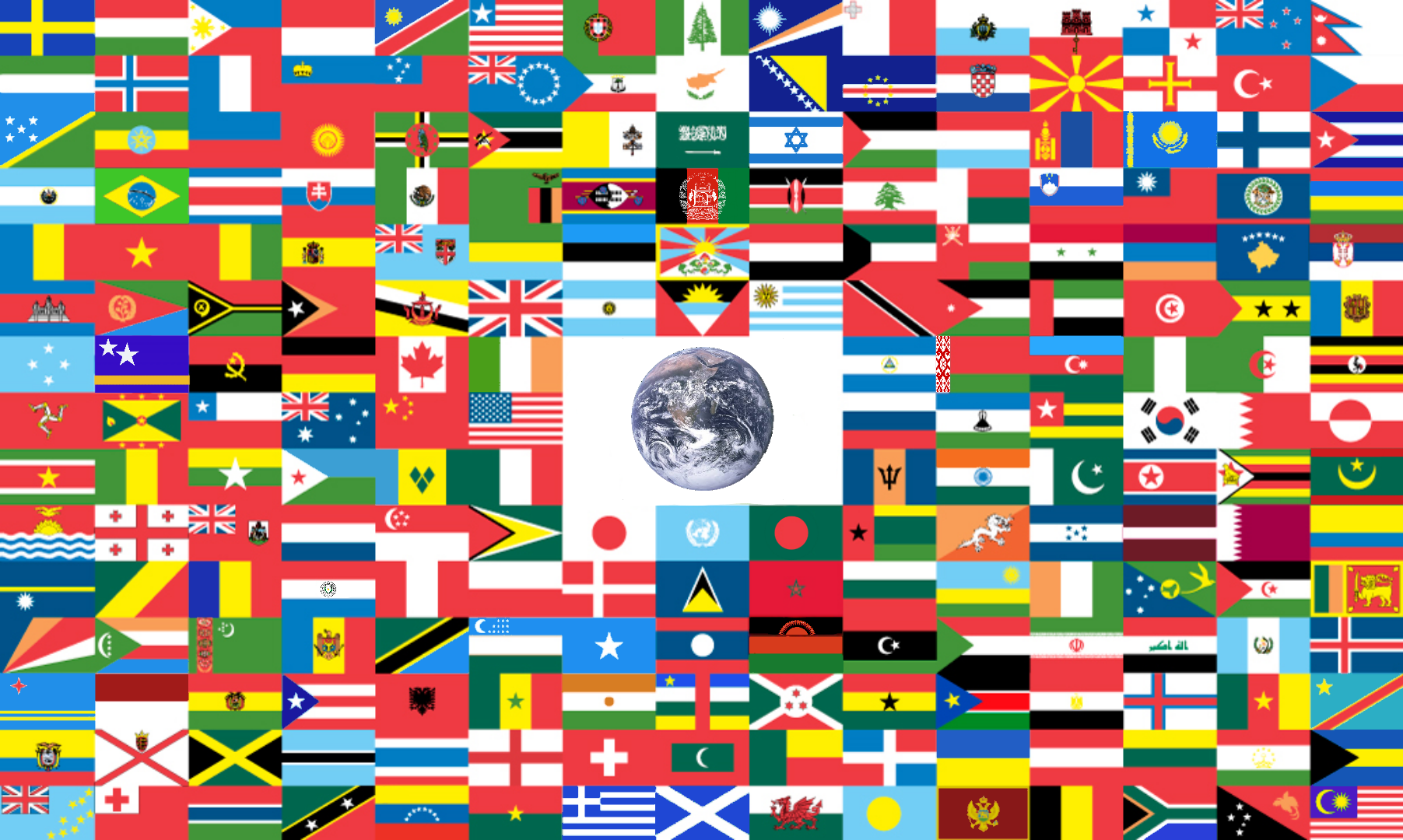
ترکیبی از پرچم‌های جهان در ۲۰۱۹